# استمارة فحص

مثال على استمارة فحص

استمارة الفحص هي استمارة تهدف إلى جمع البيانات على الفور في مكان العمل الذي تنتج فيه البيانات؛ ويمكن لتلك البيانات أن تدرج في هذه الاستمارة إما على شكل كمّي أو نوعي. وعندما يكون الغرض من جمع البيانات هو تحديد الكمّيات، تدعى هذه الاستمارة بصحيفة التعداد أو الاحصاء.
تعد استمارة الفحص واحدة من أدوات الجودة السبعة.